# Federación Humanista Europea

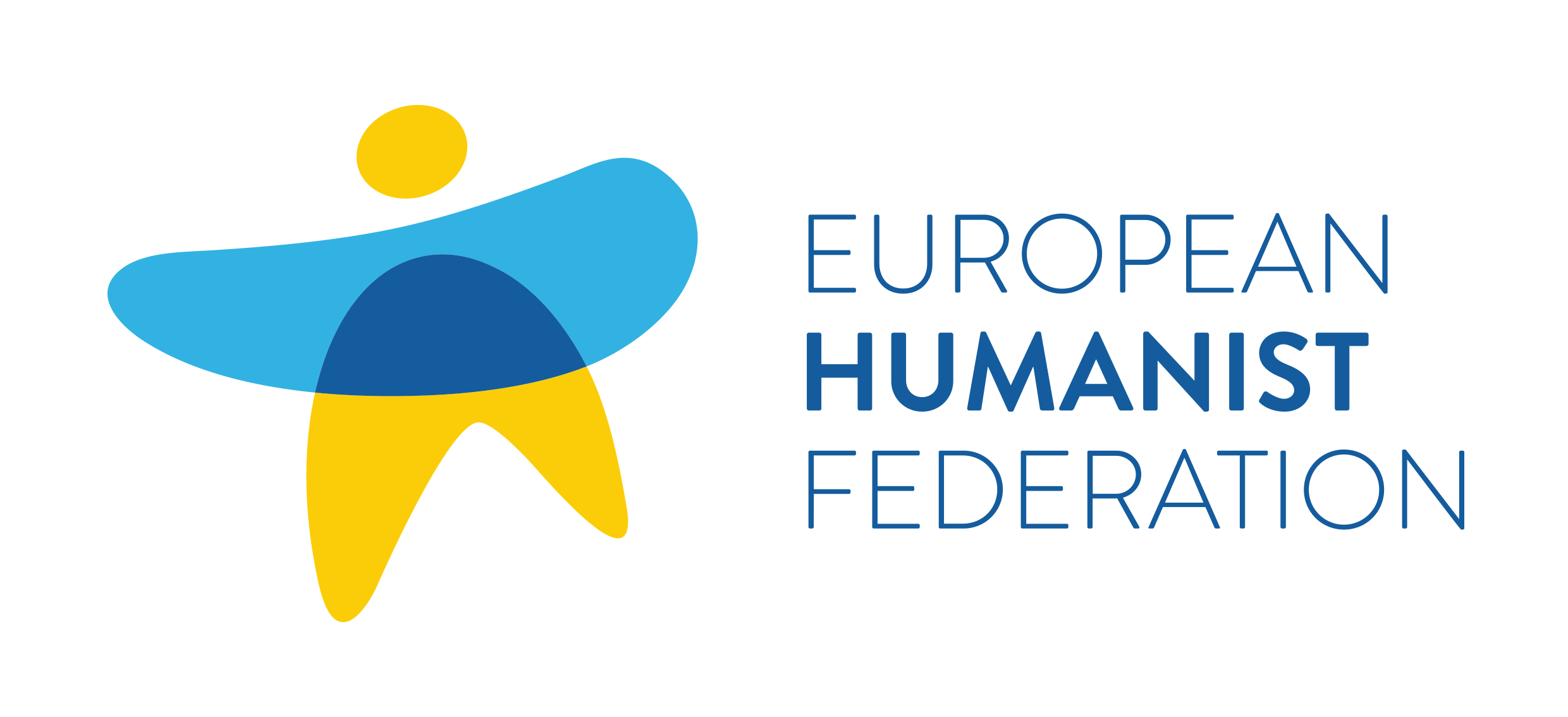
Logo de EHF.

La Federación Humanista Europea es una asociación internacional que federa numerosas asociaciones humanistas europeas, aunque también incluye numerosos miembros individuales. Los miembros de su administración son elegidos por tres años por la asamblea de organizaciones miembros. Esta federación es muy cercana a la International Humanist and Ethical Union (IHEU).

## Principios y tareas
Con su base en Bruselas, la FHE:
- promueve los principios del humanismo y de una sociedad laica, apoyando los derechos humanos y oponiéndose a la discriminación contra las personas no-creyentes, luchando por una igualdad de trato.
- trabaja en la Unión Europea, donde está oficialmente reconocida como un partner para el diálogo y coopera con miembros de opiniones similares en el Parlamento Europeo.
- trabaja con el Parliamentary Assembly of the Council of Europe (en inglés).
- es activo en el ala de derechos humanos de la OSCE, contribuyendo con conferencias y reuniones y haciendo fuerza común contra los privilegios de las religiones y en favor de la democracia y el cumplimiento de la ley.
- genera y comparte información, desarrolla políticas y mantiene la web www.humanistfederation.eu,

## Presidencia
- 2006–2012: David Pollock[2][3]
- 2012–2017: Pierre Galand[4]
- 2017-presente: Giulio Ercolessi[5]